# Лори Нелсън
Лори Нелсън (на английски: Lori Nelson), родена Дикси Кей Нелсън (на английски: Dixie Kay Nelson) е американска театрална, кино и телевизионна актриса и модел.

## Биография
Родена е на 15 август 1933 година в Санта Фе, Ню Мексико. Неин прачичо е Джон Пършинг. Започва кариерата си едва двегодишна в театрални местни продукции. Когато е на 4 години, семейството ѝ се мести в Енсино, Калифорния. На 5 години печели титлата „Малката Мис Америка“. На 7 години се разболява тежко от остра ревматична треска и остава на легло 4 години. След възстановяването си става Мис Енсино на 17 години.
Филмовият си дебют прави през 1952 г. Последното ѝ появяване в киното е през 2005 г.
Омъжва се два пъти и има две дъщери от първия си брак.

## Избрана филмография
| Година | Филм             | Оригинално заглавие | Роля        | Режисьор   |
| ------ | ---------------- | ------------------- | ----------- | ---------- |
| 1952   | Завоят на реката | Bend of the River   | Марджи Бейл | Антъни Ман |